# Conrad Seiser
Conrad Seiser (* 18. November 1610 in Linz; † 31. März 1654 in Graz) war ein österreichischer Hof-, Stuck- und Glockengießer.

## Leben
Conrad Seiser wurde als Sohn des Christoph Seiser, bürgerlicher Rotschmied, Stuck- und Glockengießer, in Linz geboren. Sein Vater war ein Glockengießer in Passau, 1603 zog er nach Linz, wo er mit seiner Frau Maria insgesamt sechs Kinder hatte.
Am 19. Jänner 1639 heiratete Conrad Seiser in der Grazer Stadtpfarrkirche zum Heiligen Blut Katharina Sturm, Tochter des Grazer Bürgers und Hutmachers Andreas Sturm. Sie hatten zwei Kinder. Im August 1639 wurde er zum Hof-, Stuck- und Glockengießer ernannt und bezog das Hofgießhaus seines Vorgängers am Sacktor, eine kaiserliche Gusshütte in Graz.
Nach einem Archivvermerk erhielt Seiser 1642 einen Auftrag der Hofkammer für das Gießen von drei Kanonen, als Umguss von türkischen Kartaunen, welche in der Grazer Festung gelagert waren.
Im Jahr 1643 wurde ihm von der Hofkammer die Zahlung eines Jahreszinses von 20 Gulden für das von ihm und seiner Familie bewohnte Gießhaus auferlegt. Seiser erhob Einspruch, dass ihm das Haus 1639 ohne Bedingung übergeben worden war, und er hoffe, dass er dieses Gebäude – wie auch seine „antecessores“ weiterhin ohne Zins genießen werde können. Daraufhin erließ ihm die Hofkammer am 29. Mai 1643 tatsächlich die Zahlung, allerdings unter der Bedingung, Nachbesserungen am Haus von Zeit zu Zeit selbst durchzuführen.
1647 lieferte er ein Wasserhebewerk für ein Quecksilberbergwerk nach Idria und arbeitete außer in Graz auch in der damaligen Grafschaft Görz. Insgesamt beschäftigte er sich hauptsächlich mit technischem Guss und fertigte Pumpwerke und Kanonen, wobei die Stücke mit vielen Figuren und Zierrat ausgeschmückt waren. Als Gießer von Glocken trat er hingegen weniger in Erscheinung.
Ab dem Jahr 1652 wurde Conrad Seiser schwer krank und bettlägerig und bat daher um Abschied aus seinem Dienst. Er verstarb am 31. März 1654 und wurde am 2. April 1654 bestattet.

## Glocken
Es sind drei erhaltene Glocken bekannt.
- 1640 Glocke der Kapelle vom Schloss Neuschloss in der Gemeinde Wundschuh
- 1649 Glocke der Kapelle vom Schloss Schwarzenegg in der Gemeinde Wildon[1]
- 1651 Glocke der Katholischen Filialkirche Siget in der Wart in der Gemeinde Rotenturm an der Pinka